# ソマリランドの歴史
この記事ではソマリランドの歴史について解説する。
ソマリランドは1991年にソマリアから一方的な独立宣言を主張した国である。ソマリランド政府の見解では、ソマリランドは1960年に独立し、その後にソマリアと連合国家を形成していたが、1991年に連合を解消したとされている。ソマリランド政府が主張する領土は旧イギリス領ソマリランドそのものであるが、東部地域はプントランドなどと係争状態にある。

## 前史

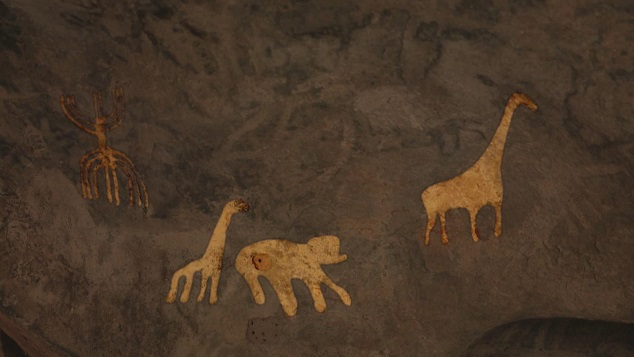
ダイムールの洞窟に描かれている野生動物。

今日のソマリランドの地域には、約1万年前の新石器時代に人が住んでいた。一方、言語学者は、現在のソマリ人が属するアフロ・アジア語族の最初の集団は、 新石器時代に、ナイル渓谷 あるいは近東 から今日のソマリランドに到達したと考えている。古代の羊飼いたちが牛やその他の家畜を飼育し、鮮やかな岩絵具で絵を描いた。これをドイアン文化（Doian）、ハルゲイサン文化（Hargeisan）と呼ぶ人もいる。また、ソマリランドの遺跡には、紀元前4千年紀のアフリカの角における最初の墓地と思われるものも発見されている。北部のジャレロ遺跡から出土した石器もまた、1909年に、旧石器時代における東洋と西洋の考古学的普遍性を示す重要な遺物として特徴づけられた。
ソマリランドの首都ハルゲイサ郊外にあるラース・ゲール遺跡群の歴史は約5,000 年前に遡り、野生動物と装飾された牛の両方を描いた岩絵がある。ダンバリン北部地域では他の洞窟壁画も発見されており、これには馬に乗った狩人を描いた最も初期の知られているもののひとつが描かれている。この岩絵は独特のエチオピア・アラビア様式で、紀元前 1,000 年から 3,000 年のものとされている.。
さらに、ソマリランド東部のラス・コレーとエル・アヨの町の間には、実在の動物や神話上の動物を描いた洞窟壁画が多数あるカリンヘガネがある。各絵画の下には碑文があり、それらを合わせると約 2,500 年前のものと推定されている。
紀元前26世紀にプント国からエジプトに黄金などが送られた。その後も紀元前15世紀頃までにわたってエジプトとの乳香や没薬などの交易が行われている。このプント国の有力比定地の一つがソマリランドである（諸説ある）。

## 古代

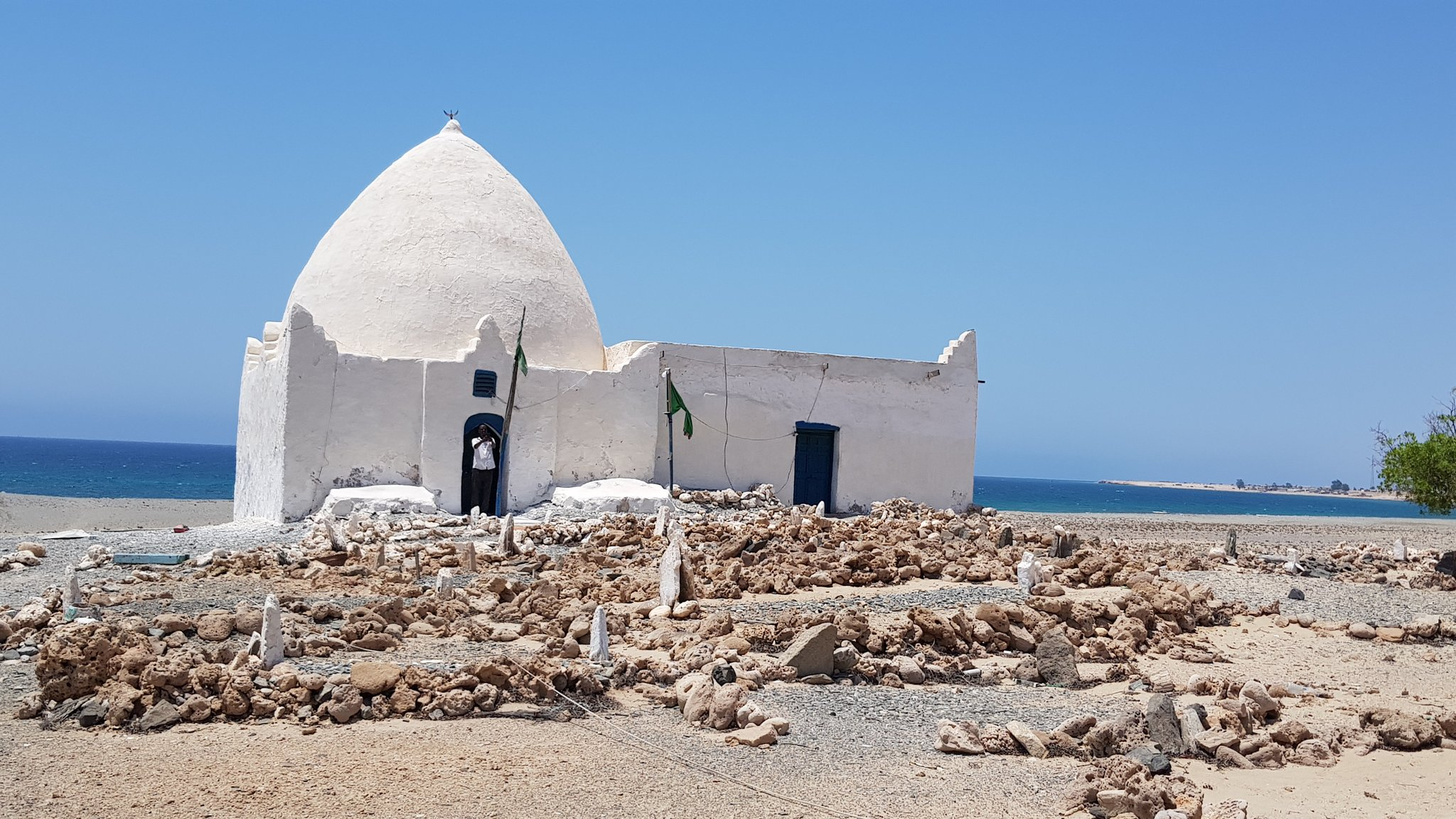
サナーグ地域のメイトにある、イサック氏族の始祖とされるシェイク・イサークの墓

2世紀にローマ帝国がナバテア王国(現ヨルダン西部)を征服し、海賊行為を抑制するためにローマ海軍がアデン(現イエメン)に駐留するようになると、アラブ商人とソマリ商人はローマ帝国と協力し、紅海と地中海を結ぶ有利な通商におけるソマリ商人とアラブ商人の利益を守るために、アラビア半島の自由港湾都市でのインド船の取引を禁止した。しかし、インド商人たちは、ローマ帝国の干渉を受けなかったソマリア半島の港湾都市で貿易を続けた。
7世紀にアラビア半島でイスラーム教が誕生した。ソマリランドには非アラブの地域としては比較的早期にイスラーム教が伝わった。ゼイラにある「2つのキブラのモスク」（ゼイラのマスジトカ・ラバダ・キブラ））は7世紀に建設されたと考えられている:7。
何世紀もの間、インド商人はセイロンやモルッカ諸島からソマリやアラビアに大量のシナモンを運んだ。スパイスの産地は、アラブ商人とソマリ商人がローマやギリシア世界との交易において最も秘密にしていたと言われており、ローマ人やギリシア人はその産地がソマリア半島であると信じていた。ソマリ商人とアラブ商人の協力により、北アフリカ、近東、ヨーロッパにおけるインドや中国のシナモンの価格が高騰し、スパイス貿易が利益を生むようになり、特にソマリ商人の手によって大量のシナモンが海路や陸路で輸送されるようになった。

## 中世／イスラーム王国とエチオピアとの関係

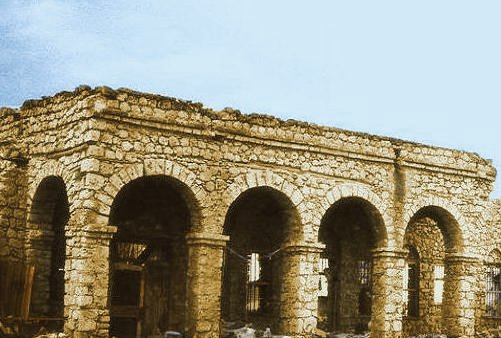
ソマリランド北西部の港町ゼイラにあるアダル・スルタン国時代のものとみられる遺跡

中世になると、様々なイスラーム王国がこの地に作られた。
13世紀の文献に記録があるイファト・スルタン国は、イスラーム教徒の国であり、元は今日のエチオピアにあたる場所に首都があったが、エチオピアに追われる形で首都を今日のソマリランド北西部にあるゼイラに移動した。
14世紀にゼイラを拠点とするアダル・スルタン国ができた。アダル・スルタン国はエチオピア皇帝アムダ・セヨン1世（在位 1314–1344）の時代にエチオピアと大規模な戦闘をした。その後もたびたびエチオピアから攻撃を受けていたが、1528年に退け、翌1529年から逆にアダルの将軍アフマド・イブン・イブリヒム・アル＝ガジーが率いる軍がエチオピアに侵攻した。1543年にポルトガルの援軍を受けたエチオピア軍との戦いでアル＝ガジーが戦死するまで、エチオピア北部を蹂躙した。アル＝ガジーの死後はエチオピアの領土を失った。アダル・スルタン国は国力を大きく落としながらも1577年まで続いた。
一方、1538年、オスマン帝国の皇帝スレイマン1世は、インド洋に海軍を派遣した。遠征は約30年間続いた。皇帝がセリム2世に変わった後の1567年、副官であったエズデミル・パシャは、紅海西岸で今日のスーダンとエリトリア沿岸に当たる地域を征服した。以後は形式的にオスマン帝国の一部となったが、実質的には氏族ごとによる自治の状態だった。
ソマリランド東部のエル・アフウェインの近くに廃墟となったイスラム都市マドゥナがある。この遺跡にはミフラーブを持つ大きな長方形のモスクの跡があり、3メートルの壁が現存する。スウェーデン系ソマリ考古学者のサダ・ミレは、この遺跡を15～17世紀のものと推定している。
18世紀になると、氏族のまとまりがある程度確立した。このためこの時期の氏族集団が、イサックスルタン国、ハバル・ユーニススルタン国、ワルサンガリ・スルタン国などと呼ばれることもある。ただしこれらの族長が中東で言うスルターンのような権力者であったか、その組織がスルターン国と呼ばれるほど確立されたものであったかどうかは不明である。また、ソマリ人の多くは遊牧民であり、移動生活をする者が多かったため、氏族である程度の居住範囲が決まっていたものの、今日的な意味での領土や国境があったわけではなく、氏族を超えた婚姻も行われていた。

## 近代／エジプトとイギリスの進出
1821年から1841年にかけてオスマン帝国領エジプトのパシャであるムハンマド・アリーがこの地域に足場を築いた。
一方、19世紀になると、イギリスが国力を増して、世界各地に進出した。1825年にベルベラの港に入ろうとしたイギリスの船がソマリ人に襲われて複数の乗組員が殺された。1827年にイギリスは数隻の軍艦をベルベラに派遣し、ソマリ人の部隊を降伏させ、イギリス国旗を掲げた船を安全に通行させることを約束させた。（イギリスによるベルベラ攻撃 (1827)）
1839年にイギリスはベルベラやゼイラの対岸にあたるアデンを占領した。1840年、インド海軍のロバート・モレスビー大佐が「在インドイギリス政府代表」としてゼイラ総督とイギリスに貿易特権を与える条約を結んだ。
1869年にスエズ運河が開通し、紅海沿岸の重要性が増した。
1875年にエジプトがベルベラを占領。しかしイギリス人やイタリア人によるソマリランドの探検は続けられた。一方、エジプトでは1879年からウラービー革命と呼ばれる騒動が発生し、途中から介入したイギリスが1883年からエジプトの統治をおこなった。
イギリスは1884年からソマリランドに住むソマリ人の各氏族と、各氏族を保護する条約を結んでいった。具体的にはガダブルシ（1884）、ハバル・アワル（1884と1886）、イッサ（1885）、ワルサンガリ (1886) :568などの氏族が相手だった（年代は文献で多少異なる）。

### イギリス領ソマリランド

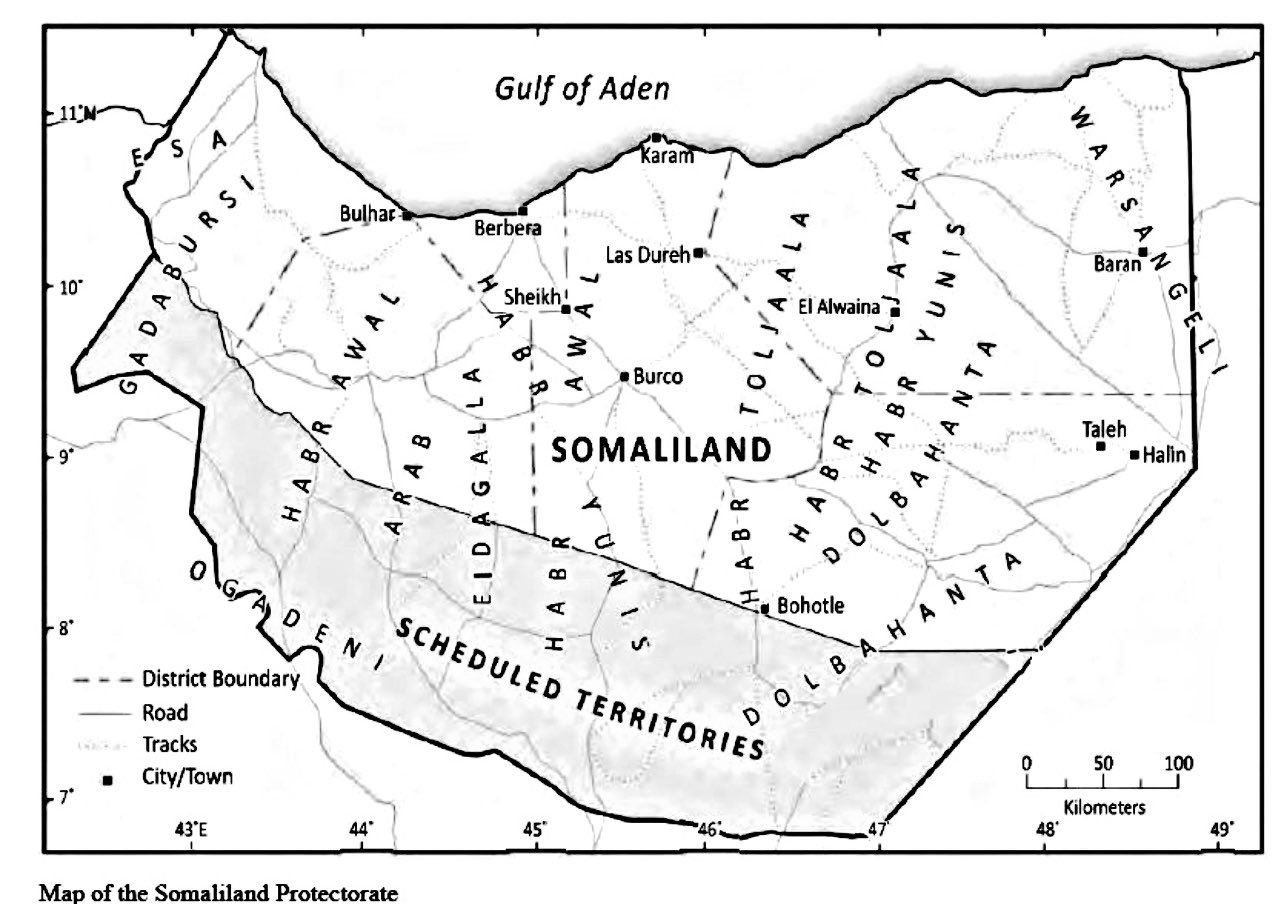
イギリス領ソマリランドの領域。今日のエチオピア領の一部も「予定地域」とされている。細字で書かれているのが氏族。ESA, GADABURSI, OGADENI, DOLBAHANTA, WARSANGERLIを除く氏族はイサック氏族の支族。

イギリスは1887年7月20日、ベルリン会議の調印国に対し、 イギリス領ソマリランドが保護領として成立したことを公式に通告した。
1888年には西のフランス領との境界が明確化された。東のイタリア領との境界は1894年に、南のエチオピアとの境界は1897年に協定を結んで明確化された。なお、イギリス領ソマリランド東部に住む デュルバハンテ氏族は、イギリスとの協定を行っていなかったが、イギリスとイタリアとの協定でイギリス領ソマリランドに属するものとされた。

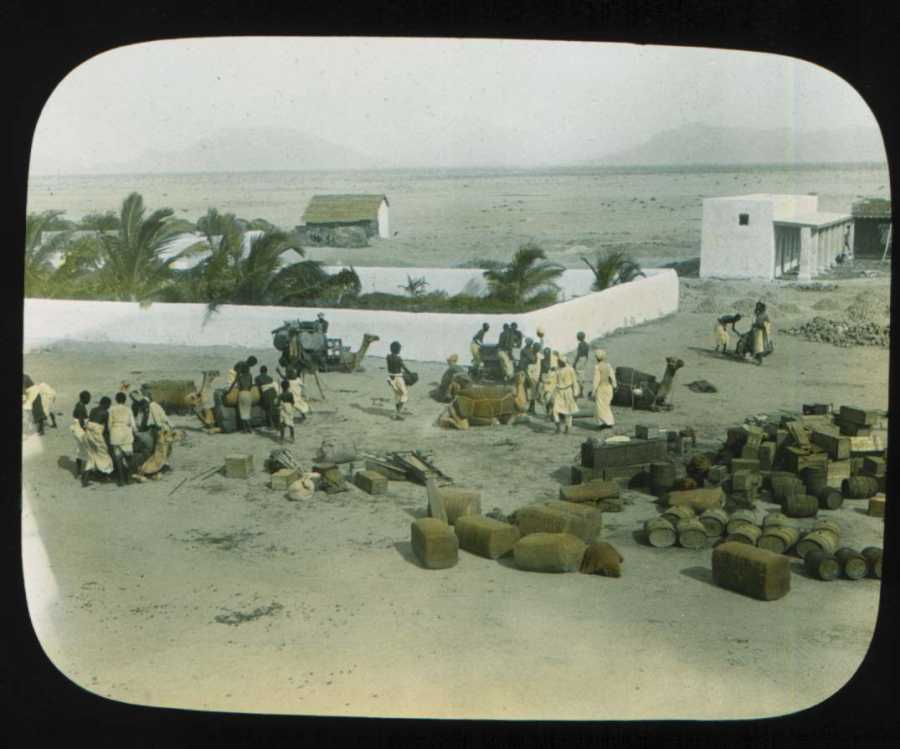
1896年、ソマリランドで野生動物の調査にベルベラから向かおうとする調査団

1901年頃からソマリ人のオガデン氏族に属しデュルバハンテ氏族の母を持つサイイド・ムハンマド・アブドゥラー・ハッサンがイギリス軍と対立を始め、ソマリランド東部のタレーを拠点として一時期ソマリランド東部を占領した。第一次世界大戦が終わるとイギリスは反乱勢力を空爆するなどして1920年に鎮圧した。
1920年、イギリス政府は、ワルサンガリ氏族の族長がサイイド・ムハンマドの反乱に加担したとして、この族長をセーシェルに流刑にした。1928年に許され、最終的に族長に復帰した。
1920年、資金難となったイギリスの植民地政府は、民間投資を誘致するための公社を設立した。さらに1922年、ソマリ人に新たな税を課した。しかしブラオで新税に反対する武装蜂起が発生し、鎮圧のため集めたソマリ人部隊が命令を拒否したため、植民地政府の知事が交替した。新たな知事は徴税を諦めて民間投資を誘致しようとしたが、失敗して1926年には公社が解散した。1920年代末にはブラオで油田調査が行われたが、見つからなかった。農業や畜産業の振興にも失敗した。学校の設立も進められたが、ソマリ語での教育を目指したイギリス植民地政府とアラビア語での教育を主張した地元民とが折り合わずに進まなかった。
第二次世界大戦がはじまると、イタリアは1940年8月にソマリランドを一時的に占領したが、6か月後にイギリスに奪還された（ソマリランドの戦い）。

### ソマリランド独立への動き
学校教育が進まなかったこともあり、英領ソマリランドでは現地人の政治家が育たなかった。1947年に英領ソマリランド内で選ばれた氏族間のバランスを考慮した48人の評議員から成る評議会ができた。この評議会は実質的な権限を持たなかったが、イギリス人行政官と現地人との橋渡し役になった。
1949年11月、第二次世界大戦後のイタリア植民地の処遇がきめられ、イタリア領ソマリアは「国連総会による信託統治協定の採択から10年以内に独立国家として承認されなければならない」と定められた。イタリアのソマリア信託統治は1950年4月1日に正式に開始され、信託統治協定は1951年12月7日に公布された。

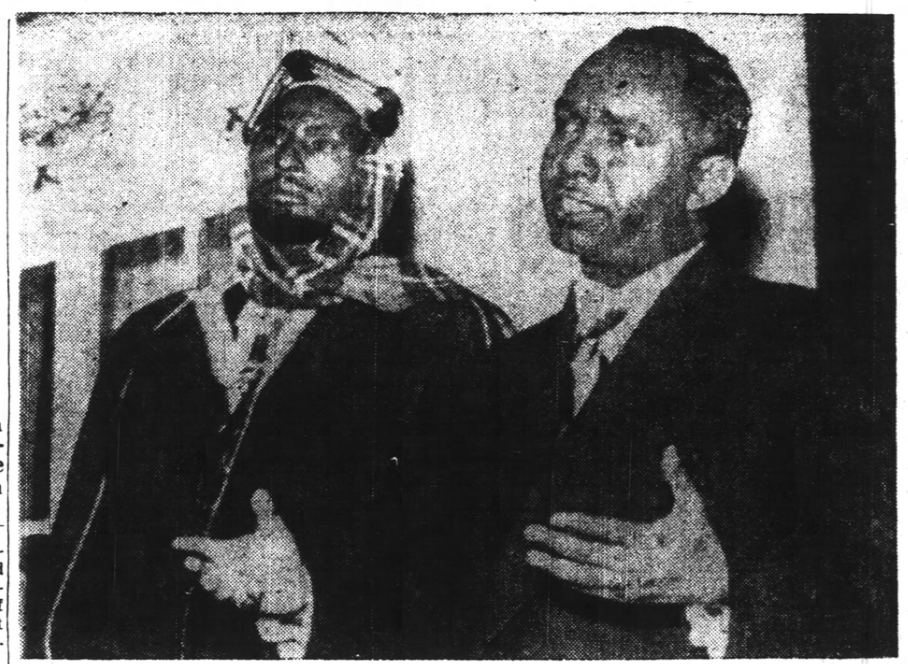
1955年、ニューヨークでエチオピアのソマリ人居住区ハウドの処遇について訴えるマイケル・マリアーノ

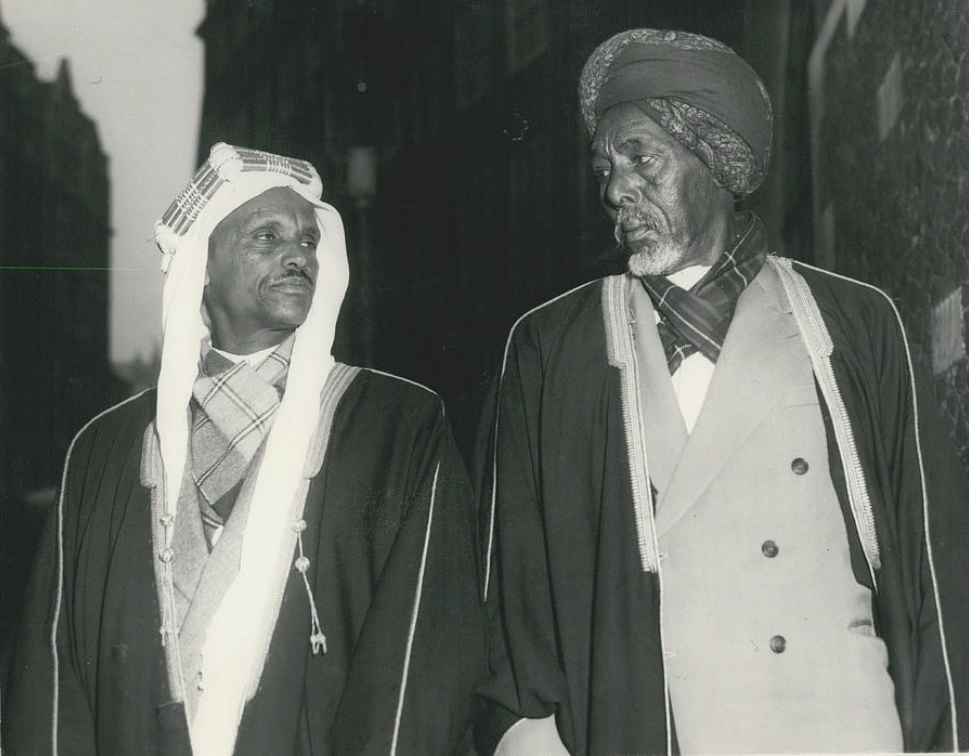
1955年、ロンドンでハウドの処遇について訴えるイサック氏族の族長（右）と有力氏族ハバル・アワルの族長（左）

今日のエチオピアソマリ州北部に当たる地域ハウドは、1935年にイタリア領となり、さらに1941年にイギリスの軍政下となった。この地域は将来的にソマリアが独立した際にソマリアの一部とする案もあったが、実際には1954年の条約でエチオピア領となった。 これはソマリ人の同意を得ずに進められたため、ソマリ人からロンドンのイギリス政府とニューヨークの国連本部に正式な陳情書が提出された。特にハバル・ジェロ氏族のカトリック教徒マイケル・マリアーノの抗議活動が知られる。
エチオピアへの領土の割譲が、ソマリランド独立運動のきっかけとなった。1956年イギリス政府は、将来的にイタリア信託統治領ソマリアとの統合の要望が出た場合には反対しない、という声明を発表した。
行政にソマリ人を登用する動きが加速され、1957年には政党制の導入が模索されたが、結局は氏族の代表者からなる24人の立法評議会となった。
1959年1月、イギリス政府は「ソマリランド評議会が望むなら、イタリア信託統治領ソマリアとのより緊密な関係を支援する」と発表した。2月、評議会ではイギリス政府が指名した17名に加えて、都市部ではラクダか家を所有している成年男子による選挙、地方は氏族の会合で選ばれた計12名が増員された。主にイサック氏族ハバル・ジェロ支族が支持するNUFが7議席、主にハバル・ジェロ以外のイサック氏族が支持するSNLが1議席、無所属が4議席を獲得した。ただしSNLは評議会の選挙枠が狭すぎるとして選挙のボイコットを発表していた。また、都市部の選挙も事実上は氏族からの選出だった。
1959年11月、評議会議員37名中の33名が選挙で選ばれることになった。また、閣僚の3名はイギリス政府の指名、4名は選挙された議員から選ばれることになった。選挙の結果、主にハバル・ジェロ以外のイサック氏族が支持するSNLが20議席、主に非イサック氏族（東部のデュルバハンテ、ワルサンガリ、西部のイッセ、ガタブルシ）が支持するUSPが12議席、主にイサック氏族ハバル・ジェロ支族が支持するNUFが1議席を獲得した。この他、非氏族の政党ソマリ青年同盟（SYL）からも立候補があり、NUFと連合を組んでいた。SYLとNUFの連合は総得票率が31%に上っていたにもかかわらず、小選挙区制の選挙ではこの連合の得票が分散したため、結果は前記の通りNUFの1議席にとどまった。閣僚の議員枠もSNLとUSPから任命された。
1959年12月、国連総会でイタリア信託統治領ソマリアの独立の時期が発表されたため、イギリス領ソマリランドでも南部との統合を速やかに実施したいという世論が高まった。イギリス領ソマリランド評議会は1960年4月、「我々の独立とソマリアの統一の日は1960年7月1日とする」という決議を採択した。イギリス政府もソマリランドとの良好な関係を維持するため、これに賛成した。ただし全てのソマリランド人が統合を望んだわけではなく、連邦制のような緩やかな連合を望む意見もあった。イギリス領ソマリランドとイタリア信託統治領ソマリアの会合が、イタリア信託統治領ソマリアの首都モガディシュで行われ、連邦制ではなく統一国家、つまり内閣も議会も統合することがきめられた。イギリス政府は5月、BBCの放送をベルベラから続けることを条件に、ソマリア統合案を了承した。ただし、12月に行われるはずの独立が7月に早まったことによって、法制度などの準備の時間が十分取れなかった。

## 現代

### ソマリランド国

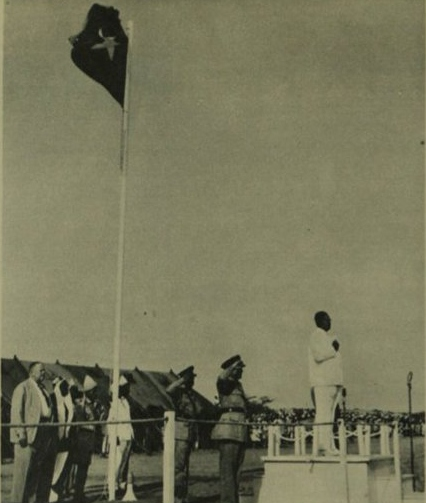
1960年6月26日の独立式典でソマリア国旗に敬礼するソマリランド国の首相イブラヒム・エガル

イギリス領ソマリランドは1960 年 6 月 26 日に独立し、7月1日にイタリア信託統治領ソマリアと統合するまでの5日間、国際的に承認された独立国として存在した。ソマリランド国はアメリカを含む35か国から承認された。
たった5日間の独立ではあるが、今日のソマリランド政府はソマリランド独立の法的根拠として、このソマリランド国の存在をしばしば述べている:168。例えば2022年、ソマリランド大統領のムセ・ビヒ・アブディはヘリテージ財団での講演の中で、1960年7月1日のソマリア成立はあくまでもソマリランド国と旧イタリア信託統治領ソマリアとの連合であり、現在は旧イタリア領側の不誠実のため連合から脱退した状態である（つまり昔に戻っただけだ）と述べている。
これ以外にも、「アフリカの国境は旧植民地の国境を元にしなければならない」という理論でソマリランド独立の正当性が主張される場合もある。
なお、ソマリランドは英語、ソマリアはイタリア語で共に「ソマリ人の地」を意味する。つまり、イタリア領はイギリスではItalian Somalilandと呼ばれ、逆にイギリス領はイタリアでSomalia britannicaと呼ばれた。

### イタリア信託統治領との合併
1960年7月1日、ソマリランド国とイタリア信託統治領ソマリアは計画通りに統合してソマリア共和国となった。初代大統領はソマリ青年同盟（SYL）所属でハウィエ氏族のアデン・アブドラ・ウスマン、初代首相はマジェルテーン氏族の アブディラシッド・アリー・シェルマルケとなった。旧イギリス領ソマリランド出身者としては、イサック氏族のイブラヒム・エガルが務めた国防大臣が最高位だった:113。
1961年7月、ソマリア憲法の信任が問われた国民投票が行われた。しかし、新憲法はイタリア政府の案を元にしていたため、北部出身者は不満を持ち、旧イギリス領ソマリランド評議会の与党だったSNLはボイコットを呼びかけた。その結果、北部では推定有権者数60万人の内の10万人しか投票せず、投票者の過半数は反対票を投じた。しかしソマリア全体では150万票が投じられ、反対はわずか10万票という圧倒的多数で採択された:113。
1961年12月、旧イギリス領ソマリランドでクーデターが発生し、北部の主要都市を一時的に制圧したが、間もなく鎮圧された:113。
1964年の総選挙でソマリ青年同盟（SYL）が勝利した。野党当選者から21人が与党SYLに所属を変えた:115。大統領には継続してハウィエ氏族のアデン・アブドラ・ウスマンが指名された。首相はアブディリザク・ハジ・フセインに変わったが、前任者と同じマジェルテーン氏族だった。アブディリザク首相は国政改革に意欲的で、閣僚に旧イギリス領ソマリランド出身者を増やした:115。
一方、旧イギリス領ソマリランド出身で前内閣に入っていたイサック氏族のイブラヒム・エガルは、閣僚に入らなかったが、前首相のアブディラシッド・アリー・シェルマルケと懇意になって1966年10月に旧イギリス領ソマリランド与党だったSNLを脱退してSYL党員となった:115。
1967年6月、アブディラシッドが大統領となり、旧イギリス領ソマリランド出身でイサック氏族のイブラヒム・エガルが首相に指名された。SYLは1969年の選挙でも勝利を納め、大統領と首相が継続して就任した。

### 独裁大統領によるイサック氏族弾圧と、再独立の動き
1969年10月、アブディラシッド大統領が護衛に殺され、直後に陸軍将校だったモハメド・シアド・バーレがクーデターを起こして政権を掌握した。首相のイブラヒム・エガルらは検挙され、幽閉された:118。
バーレ大統領は1974年にエチオピアで政変が起きると、エチオピアのソマリ人居住地域の反政府組織をひそかに支援し、非公式に軍隊も派遣した。1977年になるとソマリア国軍の大部隊をエチオピアに派遣した（オガデン戦争）。エチオピア、ソマリア両国共に軍備が不足していたが、当初はソマリア側の勝利が続いた。しかしエチオピアはソビエト連邦の支援を得ることに成功し、1978年にハラールで勝利して以後はソマリアに連勝した:122。
バーレ大統領はオガデン戦争の一環として、エチオピアに住むソマリ人のオガデン氏族を軍事支援した。しかしオガデン氏族は旧イギリス領ソマリランドに住むイサック氏族にも戦闘をしかけたため、イサック氏族はバーレ大統領の政策を批判した。これに対してすでに独裁者となっていたバーレ大統領は、イサック氏族を露骨に弾圧した:122。
1981年4月、イギリスとサウジアラビアに住むイサック氏族がロンドンで会合を開き、反政府組織ソマリ国民運動（SNM）を設立した。SNMはやがてソマリランド独立の母体となる。ただし、当時のSNMは「ソマリランドの独立」を標榜しておらず、あくまでも反独裁大統領の組織だった:124。
一方、旧イギリス領ソマリランドの首都ハルゲイサでは、医療設備改善を目的に帰国したディアスポラグループが政府の腐敗と人権侵害に批判的だったため、1981年からメンバーが次々に検挙されて拷問などが行われた。それに反対した学生などによる暴動が発生し、それに兵士が発砲して5人が死亡、200人以上が逮捕され、14人が20年以上の刑を受けた。ただし国際NGOなどの抗議を受けて8年後に釈放された:125。

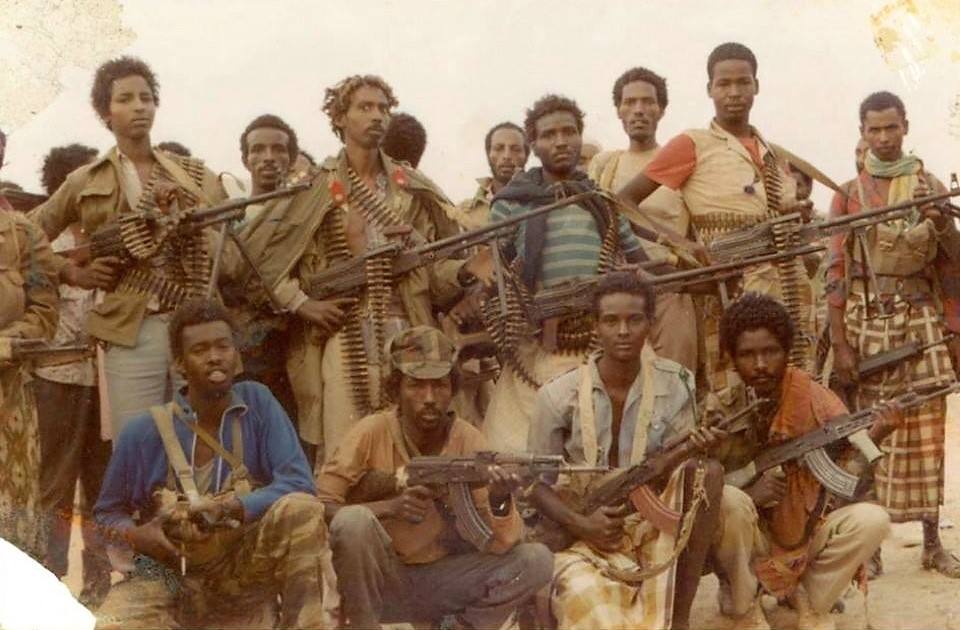
1980年代のSNMの戦闘員

ソマリア政府はこの頃からタベレ（tabeleh）と呼ばれる責任制度を導入し、ソマリア北部の約20世帯ごとに政府寄りの人物をリーダーに指名して、メンバーの反政府活動や旅行などを政府に報告させた:125。また、イサック氏族の近隣に住むデュルバハンテ氏族やガダブルシ氏族に武装をさせてイサック氏族との対立をけしかけた。さらに閣僚だったイサック氏族のウマル・アルテ・ガリブなどを虚偽の理由で逮捕した。1982年、旧イギリス領ソマリランドの反政府組織SNMはエチオピアに拠点を移した。また、イエメンはSNM寄りの民兵を軍事支援して、SNMは1983年に政治犯を収容していたマンデラ刑務所の囚人を解放させた。それに対してバーレ大統領はマンデラから半径50キロメートルの範囲を無差別爆撃した。政府による家畜の没収や交易への妨害なども行われた:127。

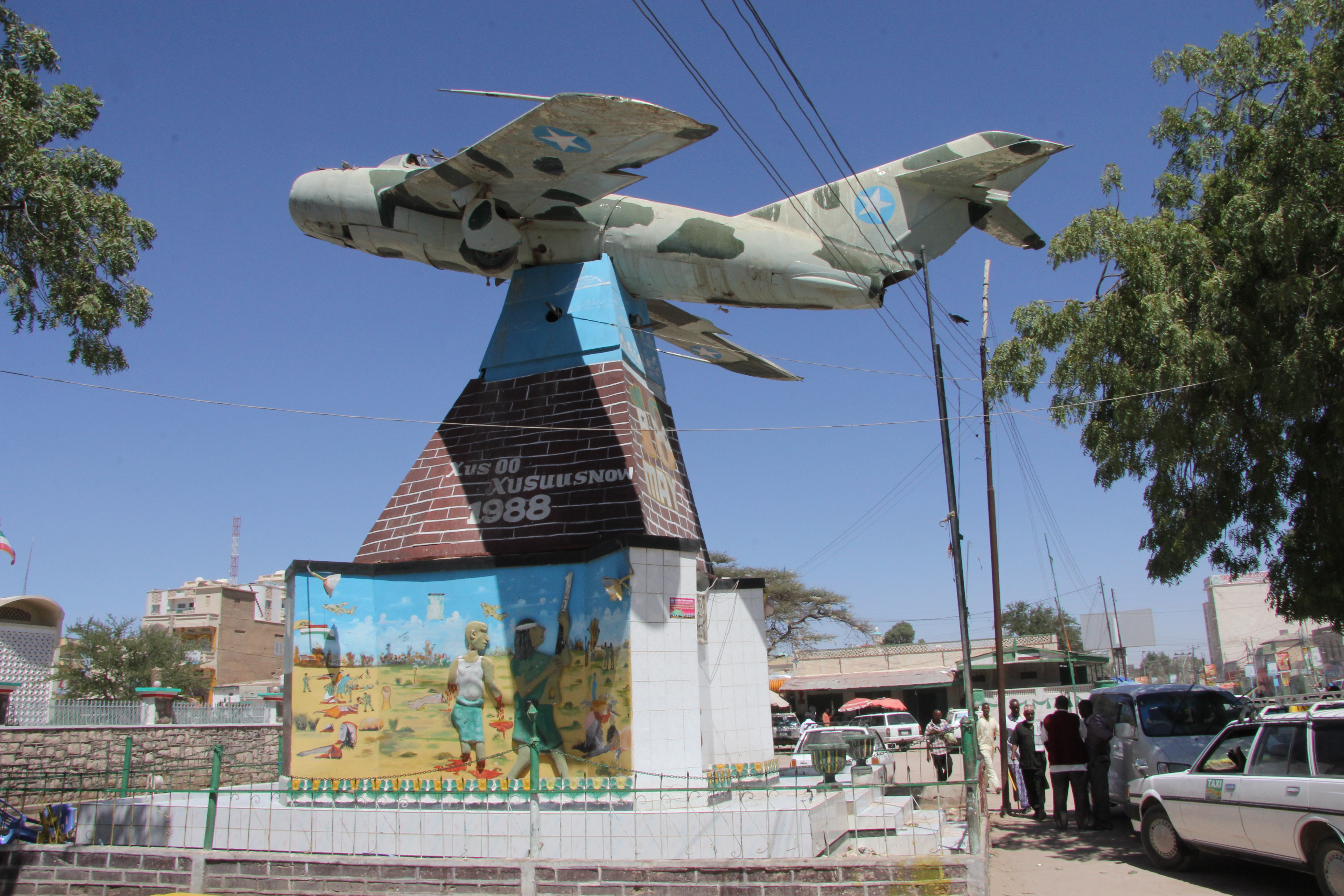
1988年のソマリアによるブラオ爆撃を防いだ記念として、爆撃に使われたMiG-17を模して作られた記念碑

1988年になると、エチオピア、ソマリア両国で、政権を揺るがすほどの反政府運動が行われた。そこでエチオピアとソマリア両国政府は、互いの反政府組織支援を止める協定を結んだ。そのためSNMはエチオピアの拠点を追われ解散の危機に追い込まれた。1988年5月、起死回生を狙ったSNMは旧イギリス領ソマリランドの領域に侵入してブラオとハルゲイサを短期間制圧した:127。ソマリア政府はSNM支配地域を無差別爆撃し、犠牲者の数は5千~6万人（諸説あり）に上った。これは現在のソマリランドではイサック虐殺と呼ばれている。40万人の住民がエチオピアのハートシェイクに、さらに40万人が国内に避難した。このため、イサック氏族の多くが反政府的になり、SNMの支持率が上がった:128。
1990年、東部に住む非イサックであるデュルバハンテ氏族の最有力の長老である ガラド・アブディカニ・ガラド・ジャマが、デュルバハンテ氏族もSNMに参加させて欲しいと申し入れたが、それまでデュルバハンテ氏族はバーレ大統領に近い氏族としてむしろイサック氏族の攻撃に積極的だったこともあり、SNM側に断られた:131。ただし停戦には合意した:132。一方、SNMは西部に住むガダブルシ氏族とも、1991年2月に会合して停戦で合意した:132。

### ソマリランドの再独立

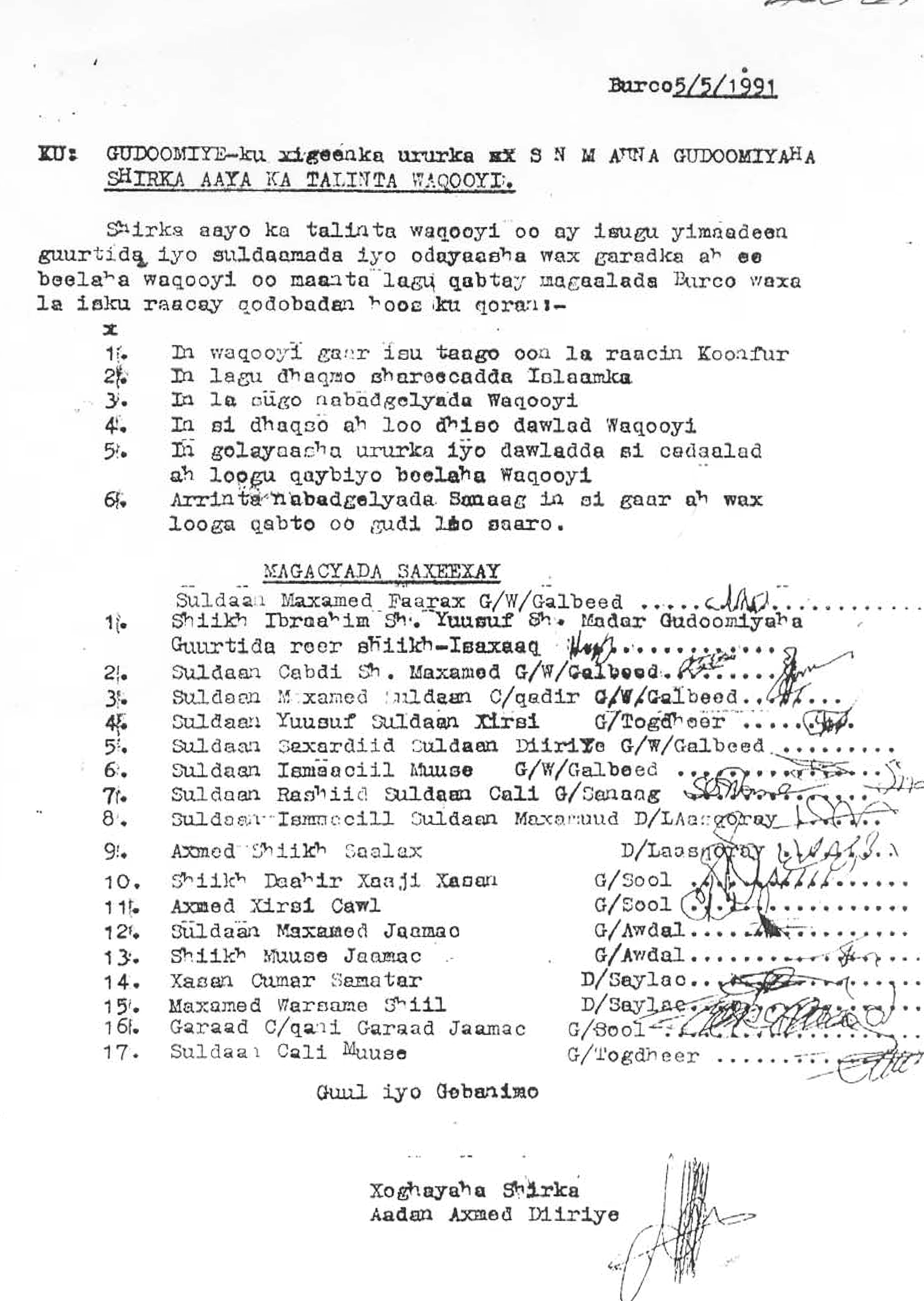
ソマリランド独立宣言の文書と各氏族代表者の署名。1991年5月5日付。

1991年4月、ボラマで、SNM（イサック氏族）、デュルバハンテ氏族、ガダブルシ氏族、ワルサンゲリ氏族、イッセ氏族が会合し、ソマリアとは無関係な独立行政を確立する決議をした:133。各氏族長老の署名は5月5日、宣言は5月18日であり、これがソマリランド独立宣言とされる。この会議で、今後2年間はSNMがソマリランドを暫定統治することになり、SNM議長のアブドゥラフマン・アフメド・アリ・トゥールが大統領に就任した:134。
ただしデュルバハンテ氏族は、ソマリランド独立問題で議論が2分しており、ボラマの会合には独立賛成派のみが参加していた:134。また、ソマリランドの再独立時点で、SNMが圧倒的に軍事的優位を持っていたため、非イサック氏族はそれに従わざるを得なかった、とする分析もある。
なお、現在のソマリランド政府は5月18日を「独立記念日」ではなく「主権回復の日」としており、独立記念日はかつてソマリランド国が独立した（1960年）6月26日とされている。
この時のSNMには大きく2つの派閥があり、1つは大統領派で主に事務部門、もう一つは「赤い旗」（ソマリ語でCalan Cas）と呼ばれた軍事部門だった。なお「赤い旗」は彼らの反対派からの呼称であったとする資料もある。「赤い旗」のリーダー格は大佐のイブラヒム・アブディラヒ・デガウェインだった。デガウェインは「赤い旗」の管理下にあったベルベラ港の利権を維持しようとした。
1992年2月、ソマリランド政府は民兵の武装解除を進めた。これに反発する民兵がブラオで反乱し、1週間で300人が死亡する戦闘となった:134。その数週間後、政府はソマリランド内の重要な貿易港である ベルベラ港を国営化しようとした。それに対してベルベラを拠点とするイサック氏族の支族ハバル・アワルの支族イッサ・ムサは反対した。ソマリランド大統領は政府軍として同じハバル・アワルの支族サード・ムサを中心とする部隊を派遣しようとしたが、サード・ムサは拒絶した。そこでトゥール大統領は自分の出身であるハバル・ヨーニス氏族を中心とする部隊を派遣して、戦闘が断続的に半年間継続した。最終的には反大統領のイッサ・ムサ氏族が勝利し、大統領側は重要な収入源を失った:135。
これを受けて首都でソマリランド与党と野党の話し合いが行われ、その場ではベルベラ港を政府の管理下に置くことで合意が得られたが、イッサ・ムサ氏族の長老は自分たちの氏族だけが不利な扱いを受けているとして拒絶した。1992年9月、ベルベラで非イサックのガダブルシ氏族が調停役となって、ハルゲイサ空港、ゼイラ港などの施設も公平に政府管轄するとの条件で和平が成立した:136。この時は捕虜や保障の問題などが解決していなかったが、1992年11月にシェイクの和平会議で解決した。ただし一連の騒動で政府の権威は大きく失墜した:136。

### 国民和解の大会議と2代目エガル大統領、氏族統治から政府統治へ

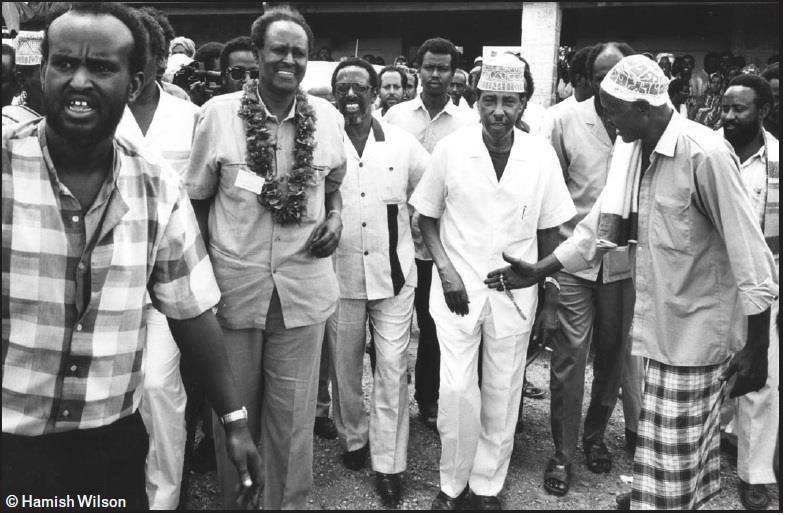
2代目大統領に選出されたエガル（花輪をした男）と前大統領トゥール（中央右）

1992年末、権力の掌握を諦めたトゥール大統領は、ソマリランドの長老会議（グルティ）に調停を依頼した。その結果、長老会議が主体でボラマの町で、後に国民和解のための大会議と呼ばれる会議が開催された。会議には代表団150人、関係者700~1000人が集まった:138。結果、氏族の長老で構成された長老院（通称は引き続きグルティ）が設立されることとなった。また、選挙で議員を選ぶ衆議院も設けられることになった（実際の衆議院の設立は2005年）。グルティの委員は氏族単位で割り振られることとなり、イサック氏族が90議席、ダロッド氏族が30議席、ガダブルシとイッセ氏族が合わせて30議席を得ることとなった。なお、このグルティは投票よりも話し合いを重視したものであり、会議は4カ月も続き、有力参加者の一人は「投票は争いを生む。話し合いを選ぼう」と呼び掛けたという。時には「議長が体調を崩した」として投票を取りやめ、話し合いの時間を延長したこともあった:139。
選ばれたグルティは1993年5月にイブラヒム・エガルを任期2年で大統領に指名した。エガルが選ばれたのは、エガルがSNMなどの組織と無関係で中立的な立場だったからだと言われている:446。一方で、SNM軍事部門の「赤い旗」が強く推したからとする分析もある。
この後しばらく、ソマリランドの長老院（グルティ）は首都ハルゲイサではなく、ボラマで行われた。まだ衆議院が設立されていなかったため、行政の中心はハルゲイサ、立法の中心はボラマという体制が続いた。また、グルティはだんだんと政府寄りの組織と見られるようになった:448
「国民和解のための大会議」で直ちにソマリランドが平和になったわけではなかった。前大統領が属する有力氏族の一つハバル・ヨーニスは、大統領職を得られなかったため、他の役職も辞退した。イサック氏族にはいくつか有力な支族があったが、歴史的に栄えた氏族と、現時点で栄えている氏族が一致しておらず、さらに当時は氏族の所属人口を示す統計もなかったため、最大派閥を自任していたハバル・ヨーニスは自分たちの権利が不当に削られているとして不満を持った。ハバル・ヨーニス氏族に属する前大統領は、ソマリアの首都モガディシュを訪れて統一ソマリアへの参加を表明しすらした:140。
1993年、エガル大統領はベルベラ港湾管理局を設立し、大統領府の直轄とした。これにより、SNM軍事部門などに資金が流れることを防いだ。一方、エガル大統領は自分が属するハバル・アワル氏族が支配するベルベラ港の関税を引き下げ、その見返りとしてハバル・アワルの実業家から多額の融資を受けた。エガル大統領はこの資金を使ってSNMの武装解除を進めると共に、政府の運用資金とした:448。さらに1994年後半、前大統領が発注していたソマリランド・シリング紙幣が入荷し、それを現大統領のエガルが政府に有利な条件で流通させたため、国民は政権への不信を募らせた。特にハバル・ヨーニス氏族から反発された:448。ハバル・ヨーニス氏族の多数の族長は、ソマリアとの再連合を望むと表明した。
ソマリランドの首都ハルゲイサの空港を地盤としていたハバル・ヨーニス氏族は、乗客から勝手に利用料を徴収した。1994年10月には兵力を使ってハルゲイサ空港を占拠した。政府はハバル・ヨーニス氏族の地盤であるブラオの交易所を押さえようとしたため、こちらでも戦闘となった。これらの争いで、ブラオからは8万5千人、ハルゲイサからは20万人が避難したともいわれる（これほどではなかったという説もある）。さらに、アウダル地域のゼイラ港とジブチとの交易所についても地元氏族の民兵と政府との間で戦闘が発生した。これらの地域では民兵同士の争いも頻発した。しかしエガル大統領は氏族の力を借りずに政府による問題解決にこだわったため、講和は難航した:143。
1994年11月、ソマリランド政府がハルゲイサ空港を武力で占領したため、戦闘が発生した。この戦闘には非難が集まり、まずスウェーデンのイェーテボリで、1995年4月にはイギリスのロンドンで講和会議が開催された。会議の資金はソマリランドディアスポラが提供した:144。
1995年、エガル大統領は任期満了を迎えたが、戦闘が続く国内は選挙を行える状態ではなかったため、議会は18カ月の任期延長を決めた。野党はこれを批判した:146。もっとも、国内での戦闘の頻発は必ずしもエガル大統領に指導力が無いことを意味するものではなく、むしろ氏族との小規模な戦闘を通じて政府権力を強めていったとする研究者もいる:77。
1995年10月、エチオピアのアディスアベバでも講和会議が行われ、「ソマリランド和平委員会」が設立されて、政府と反政府の橋渡しを務めた:145。ソマリランド内の氏族の対立はなかなか無くならなかったが、1996年9月にベールでソマリランドの代表氏族であるハバル・ユーニスとハバル・ジェロの紛争終結に関する合意が成立した:151。
一方で、エガル大統領も 長老院に働きかけて、1996年10月に首都ハルゲイサで和平会議を開催した:449。この会議にハバル・ジェロ氏族を呼ぶことは失敗したが、ハバル・ユーニス氏族を参加させることに成功した:151。この会議は成功し、以後は氏族のコントロールは長老会議よりも政府が請け負うこととなった:449。また、これまで国際機関のいくつかがボラマにあったが、エガル大統領は首都ハルゲイサに移転させた。これにより、ボラマの経済力は減退した:450。
1997年、ソマリランドで暫定憲法が制定され、長老院の任期を6年にすることなどが定められた。（ただし長老院改選は期限が来るたびに延長され、2024年時点において1回も行われていない。）
1998年7月、ソマリランドの東隣でプントランドの設立が宣言された。プントランドはソマリランドが領有を宣言しているワルサンガリ氏族やデュルバハンテ氏族の居住地域も領域に含まれると宣言したため、ソマリランドとは潜在的な紛争状態となった。
1999年、ソマリランド政府は東部のサナーグ地域とスール地域に行政と警察の拠点を作ろうとして、東隣りのプントランドと紛争の危機となったが、この時はエガル大統領、プントランド大統領共に争いの発生を望まず、話し合いで決着させてこれらの地域の帰属については曖昧なまま残された:167。
1999年11月、エガル大統領がボラマを訪問した際、元ソマリランド大統領候補だった人物が地元住民の集団を率いてソマリランド独立反対を表明した。これはここ数年でソマリランド独立反対が公式に表明された事件だった:167。
2000年1月、ソマリランドのベルベラ港がエチオピアと海外との交易に使われることになり、ベルベラからエチオピアに続く道の整備が始まった。2000年頃からエチオピアに飢饉が発生し、10万トンの食糧がソマリランドのベルベラ港経由でエチオピアに送られた。これによりエチオピアによるソマリランド承認が期待されたが、実際には実現しなかった。これは、エチオピア政府がソマリランド独立がソマリアの不安定さを助長すると懸念したからとする分析もある:170。
2000年以降、ソマリランド政府は地方政府が直接税金を取ることに制限をかけた。これにより地方政府は中央政府への依存を高めた:450。
1999年3月から、ソマリアの和平を目指した会議が、ジブチの大統領の斡旋を元に政府間開発機構（IGAD）の主催でジブチで行われていた。2000年4月、この一環でジブチの代表団がソマリランドを訪問したが、ソマリランド政府は入国を拒否。その報復として、ジブチ政府は在ジブチのソマリランド代表を国外追放処分にした。2000年8月、ジブチで再度ソマリア和平会議が開催され、アブディカシム・サラ・ハッサンを暫定大統領とした「ソマリア暫定国民政府」が設立されたが、ソマリランドは参加しなかった。アブディカシムは旧イギリス領ソマリランド出身でデュルバハンテ氏族の アリ・カリフ・ガライドを首相に、イサック氏族のイスマイル・マフムド・フレを外相に任命した:168。この時はソマリランド以外でも、ソマリアの首都モガディシュを拠点に持つ主要な軍閥のいくつかが暫定国民政府には参加しなかった。
2001年、イギリス政府はソマリランド憲法の国民投票に関して、EUがこれを歓迎すべきだとする声明を出すべきだと提案した。しかし、特にイタリアが強く反対し、実現しなかった:171。
2001年5月、ソマリランド政府は、エチオピアがソマリランドのパスポートを受け入れ、定期的な航空便も運行していると発表した。
2001年5月31日、ソマリランドで、ソマリランド独立を明示したソマリランド憲法採択の国民投票が行われた。ソマリランド政府は6月5日に97%の信任で可決されたと発表した。エガル大統領は「ソマリランド国民の85%はソマリランドからの分離独立を支持した」と主張した。ただしソマリランド独立に反対する人々はこの国民投票をボイコットしており、実際の独立賛成派は70%程度だったとする分析もある:165。また、形式的には政府は氏族とは関係ない個人の投票で運営されることとなったが、実質的には投票は依然として氏族の意向を強く反映していた:10。一方で、憲法採択（と2002年の普通選挙の実施）により、ソマリランドの政治が長老政治から民主政治に移行したとする分析もある。
2001年7月、ソマリランド衆議院議員36名がエガル大統領の汚職を告発し、大統領の解任を要求したが、成功しなかった:166。
2002年、初めての直接選挙となる地方議会選挙が行われた。

### 第3代大統領カヒン

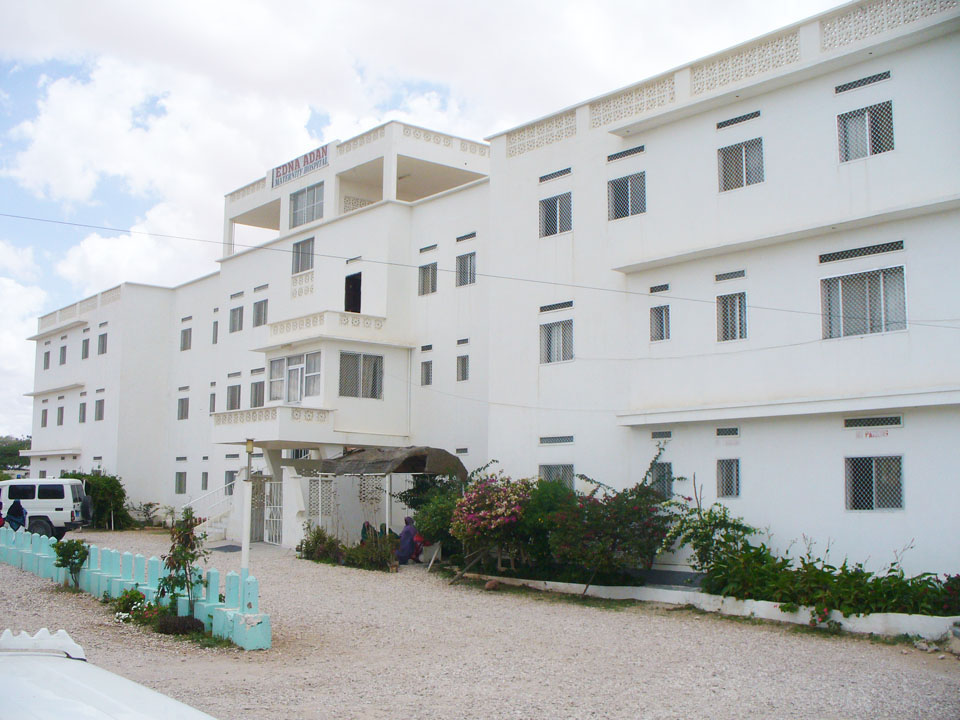
2002年にエドナ・アダン・イスマイルが設立した産科病院

エガル大統領は在任中の2002年5月に死去し、副大統領のダヒル・リヤレ・カヒンが大統領代行となった。カヒンは2003年の大統領選に挑んで当選した。これは、ソマリランドで初めての直接選挙による大統領選挙となった。この大統領選挙は外国からも自由で公正な選挙だったとして評価されている:452。就任当初はカヒンがソマリランドの主体氏族イサックの出身ではないことから、不安定化の要因になるとの懸念もあった:175。しかし後年ではイサック氏族以外の者でもソマリランドの大統領になれることを証明したとしてむしろプラスに評価されている。ただし、カヒンはソマリア独裁大統領だったバーレの元で国家安全保障局の高官を務めており、元同僚を顧問や部下として登用したため、非難が集まった。また、大統領夫妻を批判する記事を掲載した新聞記者を「政府に対する虚偽報道」を理由に逮捕するなど、強硬な政策を取った:453。
2002年の時点で、ソマリランドの国家予算の70%は軍と警察の人件費に当てられていると言われている。ただしこれはソマリランド独立の際の民兵の再雇用という一面もあり、これを減らすと深刻な治安悪化の原因になっていたとする分析もある:162。
2003年12月、デュルバハンテ氏族の支族同士が戦闘状態となり、プントランド政府は仲介を口実にソマリランド南東部にあるデュルバハンテ氏族の都市ラス・アノドを軍事占領した。
2005年に下院議員選挙が行われた。下院議員選挙としては初めての直接選挙となった。主要氏族であるイサック氏族の議員の割合が増加し、相対的に東部のデュルバハンテ氏族やワルサンガリ氏族の割合が減少した。この選挙は一般には自由で公平であると評価されているが、一部で買収や不正行為もあったと言われている:10。
2007年9月、プントランド政府内の権力争いがあり、デュルバハンテ氏族の閣僚を支持する軍閥がソマリランド軍を名乗ってラス・アノドを軍事占領し、翌10月にソマリランド本軍が進駐した。これにより、2023年までラス・アノドはソマリランドの支配下となった。
2008年、カヒン大統領は大統領選挙を延期した:11。これはカヒン大統領が権力に固執した結果だとする説もある。
2008年12月、ソマリア沖の海賊に対して、ソマリランドは沿岸警備隊を使った対策が進んでいるのに対し、東のプントランドはむしろ海賊の拠点になっていると報じられている。
2009年10月、ソマリランド南東部に住むデュルバハンテ氏族が軍閥「SSC」を結成してソマリランドに反乱した。しかし氏族内部での対立などもあり、2011年にSSCは崩壊した。

### 第4代大統領シランヨ

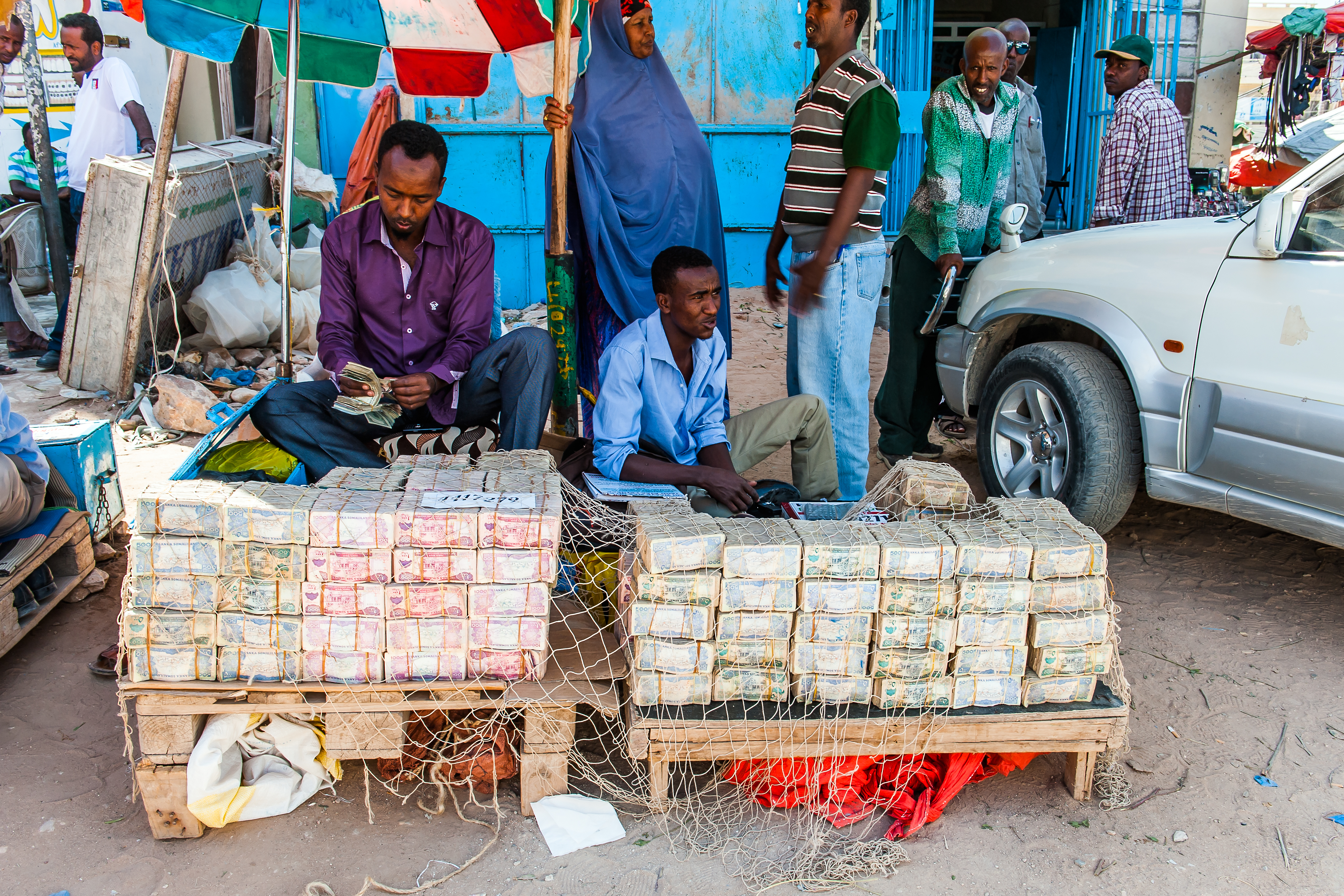
2014年、首都ハルゲイサの両替商。インフレのため大量の紙幣が準備されている。

2010年6月、直接選挙による2回目の大統領選が行われ、アフメッド・シランヨが当選した。この時の有権者登録は107万人分行われたが、より信頼性が高いとされる2016年の登録では87万人にとどまっており、かなりの数の不正登録が行われた可能性が指摘されている。
2012年1月、デュルバハンテ氏族は新たな軍閥チャツモ国を設立した。当初は2012年の設立が確実となったソマリア連邦への加盟を目指していたが、チャツモ国の首都とされたラス・アノドの占領もできず、軍事部門のみが各地を放浪した上で2017年10月にソマリランドへの再統合が宣言された。
2012年3月、ソマリランド政府は平和的なデモ隊を解散させるためにテロ対策警察部隊を使用した:10。
2012年時点の世界銀行の推定では、ソマリランドの一人当たりのGDPは348ドルであり、世界で4番目に貧しい国であった。（2021年には775ドルまで上がっている。）また、労働の約70パーセントが牧畜とその流通に関係していた。海外に暮らすソマリランドディアスポラ100万人から年間5億ドルが送金されていた。
2015年、シランヨ大統領は当初の任期を迎えたが、有権者登録に時間がかかっていることを理由に9か月延長されることとなり、最終的には2年間延長された。
2016年5月、アラブ首長国連邦の港湾運営会社DPワールドが、ソマリランドのベルベラ港に巨大な投資をすると表明した。これはソマリランドの利益にとどまらず、海を持たない隣国エチオピアがジブチ以外の経路で輸出ができるようになるという意味もある。ソマリア政府は、ソマリア政府の許可なく話を進めているとして反対を表明した。
2017年9月、英BBCは、ソマリランドではインフレが進み、現金決済は少額を含めて電子決済が一般的になったと報じた。ある商店では電子決済が2年前の5%から40%以上に急増した。

### 第5代大統領ムセ・ビヒ・アブディ
2017年12月、ムセ・ビヒ・アブディが第5代ソマリランド大統領に選出された。この選挙は不正を防止するためサハラ以南では初となる虹彩認識が採用され、かなり高い割合の有権者に対して実施された。
2018年1月、ソマリランド軍はラス・アノドの東でプントランド軍の基地があるトゥカラクを戦闘の上、占領した。
2018年1月、ソマリランド議会は女性の人権に関わる法律を可決した。この法律で、女性に性被害を与えた男性に厳罰を科すことなどが定められた。

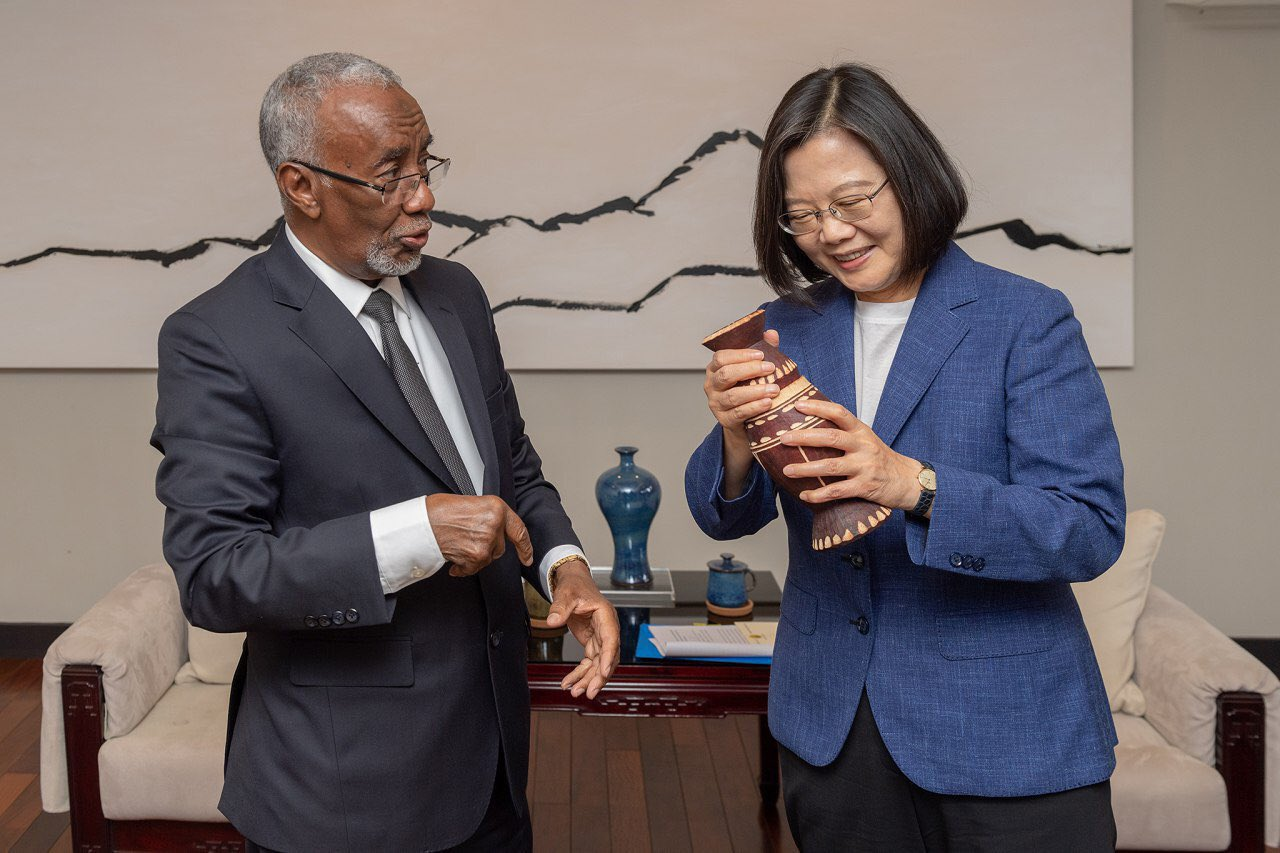
2020年、中華民国（台湾）総統の蔡英文と会談するソマリランド外務大臣

2020年9月、ソマリランド政府は中華民国(台湾)に駐在員事務所を開設して国交を結んだ。台湾は国連加盟国ではないものの、国連加盟国の数か国から国家承認されている。これにより、ソマリランドは他国から初めて正式に承認されたことになった。ただし2024年時点で台湾以外にソマリランドを承認している国は無い。

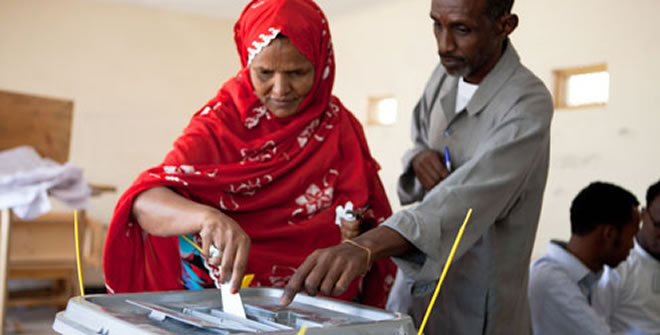
2021年、衆議院選挙に投票する女性

2021年5月、ソマリランドで2回目となる衆議院選挙が実施された。
2021年10月、ソマリランド政府は、エリガボに住んでいた2400人など、ソマリランド国籍を持たない7000人以上の住民を国外追放処分とした。
2022年8月、ソマリランド軍はスール地域でプントランド軍最大の基地があるボアメを占領。プントランド軍は反撃せずに撤退した。これにより、スール地域のほとんどの町はソマリランドの支配下となった。
2023年2月、ソマリランド南東部のスール地域の都市ラス・アノドでデュルバハンテ氏族の大規模な反乱が発生。ソマリランド国内外に28万人が避難した。反乱勢力はSSCチャツモ国を自称しており、2023年10月にソマリア連邦政府はSSCチャツモ国を承認したと報じられている。
2024年1月、ソマリランドとエチオピアの間で覚書が取り交わされた。この内容は非公開だが、両国首脳から、ソマリランド海岸のエチオピア海軍への貸与、エチオピアによるソマリランドの国家承認などが含まれている可能性が示唆されている。米国、トルコ、エジプトなどは改めて、ここがソマリア連邦政府の主権地域だと表明した。

### 第6代大統領アブディラフマン・モハメド・アブドゥラヒ
2024年11月、選挙によってアブディラフマン・モハメド・アブドゥラヒが当選し政権交代が起こった。同年12月12日大統領に就任した。